# Csörnöc-Herpenyő
Csörnöc-Herpenyő är ett vattendrag i Ungern.   Det ligger i provinsen Vas, i den västra delen av landet, 160 km väster om huvudstaden Budapest.